# Queens Pride Parade
Queens Pride Parade і мультикультурний фестиваль є другим найстарішим і найбільшим маршем гордості в Нью-Йорку.    Він проводиться щорічно в районі Jackson Heights, розташованому в районі Квінс, Нью-Йорк.  Парад був заснований Даніелем Дроммом і Марицей Мартинес, щоб підвищити видимість ЛГБТ-спільноти в Квінсі і запам'ятати резидента Джексон Хайтса Хуліо Ріверу. 

## Історія
New York City Councilman Daniel Dromm.
 Дві події спонукали спільноту ЛГТБК Джексон Хайтс провести свій щорічний марш гордості: перший був злочином ненависті; другий - відмова від полікультурного навчального плану, проведеного Queens Community School 24. 
2 липня 1990 року Хуліо Рівера, 29-річний Пуерто-Риканський бармен, був убитий у шкільному дворі PS 69 у Джексон-Хайтсі.  Після ночі пияцтва троє молодих білих чоловіків (Ерік Браун, Есат Бічі і Даніель Дойл), які вирушили на полювання за "наркоторговцем або наркоманом або гомосексуалом", заманювали Ріверу в шкільний двір і пробивали, клубок, забитий, і нарешті зарізав його до смерті.   У відповідь на його вбивство родичі та друзі Рівери мобілізували лесбійську, геїв, бісексуальну та трансгендерну громаду Нью-Йорка, тримаючи пильнування при свічках на місці вбивства і чинячи тиск на міліцію, щоб знайти його вбивць.

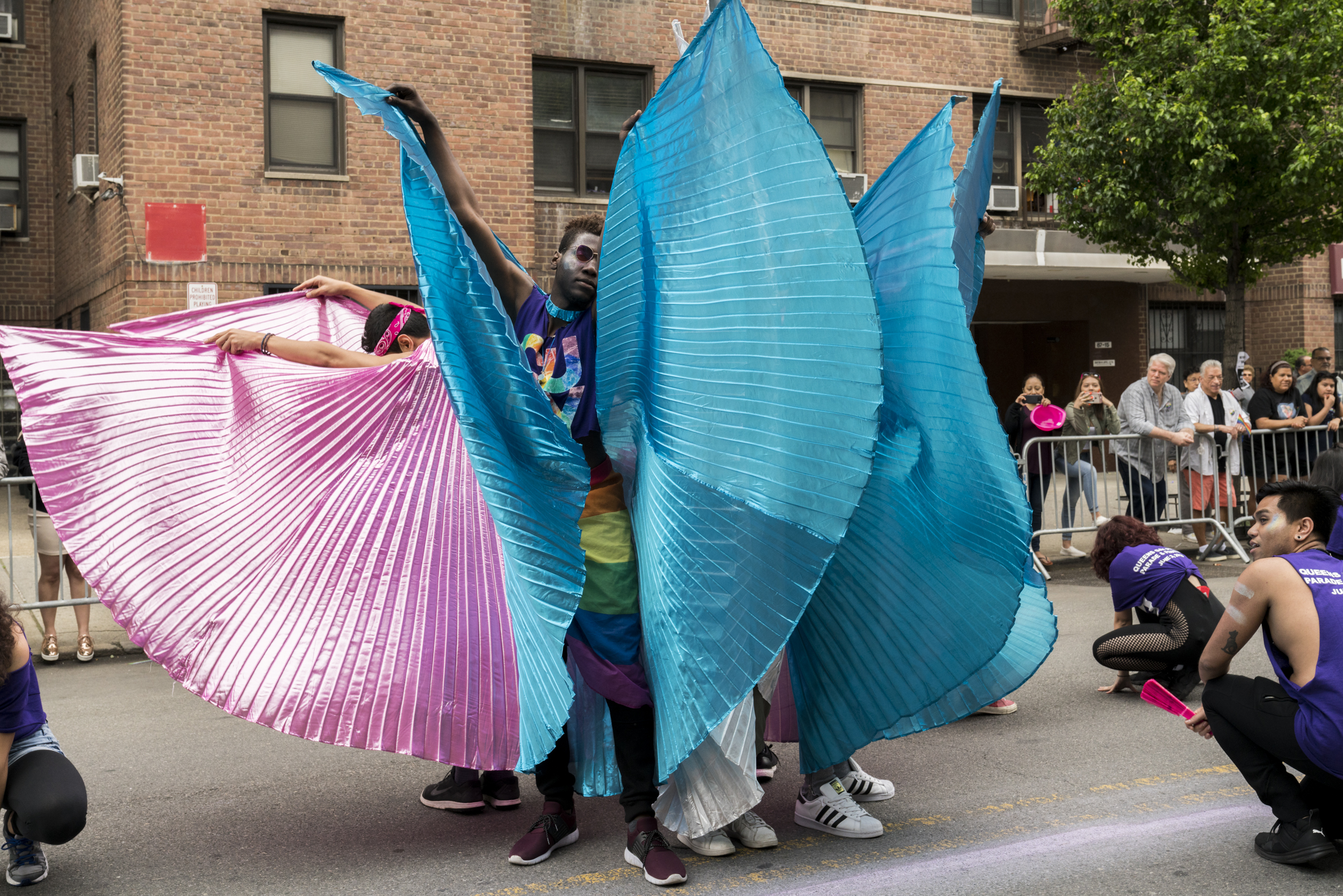
Парад Квінз-гордості 3 червня 2018 року

У 1992 році Queens Community School District 24 відмовився від багатокультурних дітей навчальної програми Rainbow, запропонованої канцлером Джозефом Фернандесом із системи державних шкіл Нью-Йорка. Діти Веселки були розроблені, щоб навчити дітей прийняти різноманітні громади Нью-Йорка, але президент ради округу 24, Мері А. Куммінс, назвав керівництво "небезпечною помилкою лесбійок / гомосексуальну пропаганду", використовуючи три з сотень рекомендованих Читання, Хізер має дві матусі,співмешканця тата, і Глорія йде на гей-прайд, як доказ.   У відповідь, Даніель Дромм, вчитель державних шкіл в окрузі 24, запропонував сімейний святковий парад, який дозволить громаді Квінсу LGTBQ стати видимою.  Як він пояснив через шість років, «я хотів, щоб люди знали, що лесбійки і геї - це їхня сім'я, друзі та сусіди» 

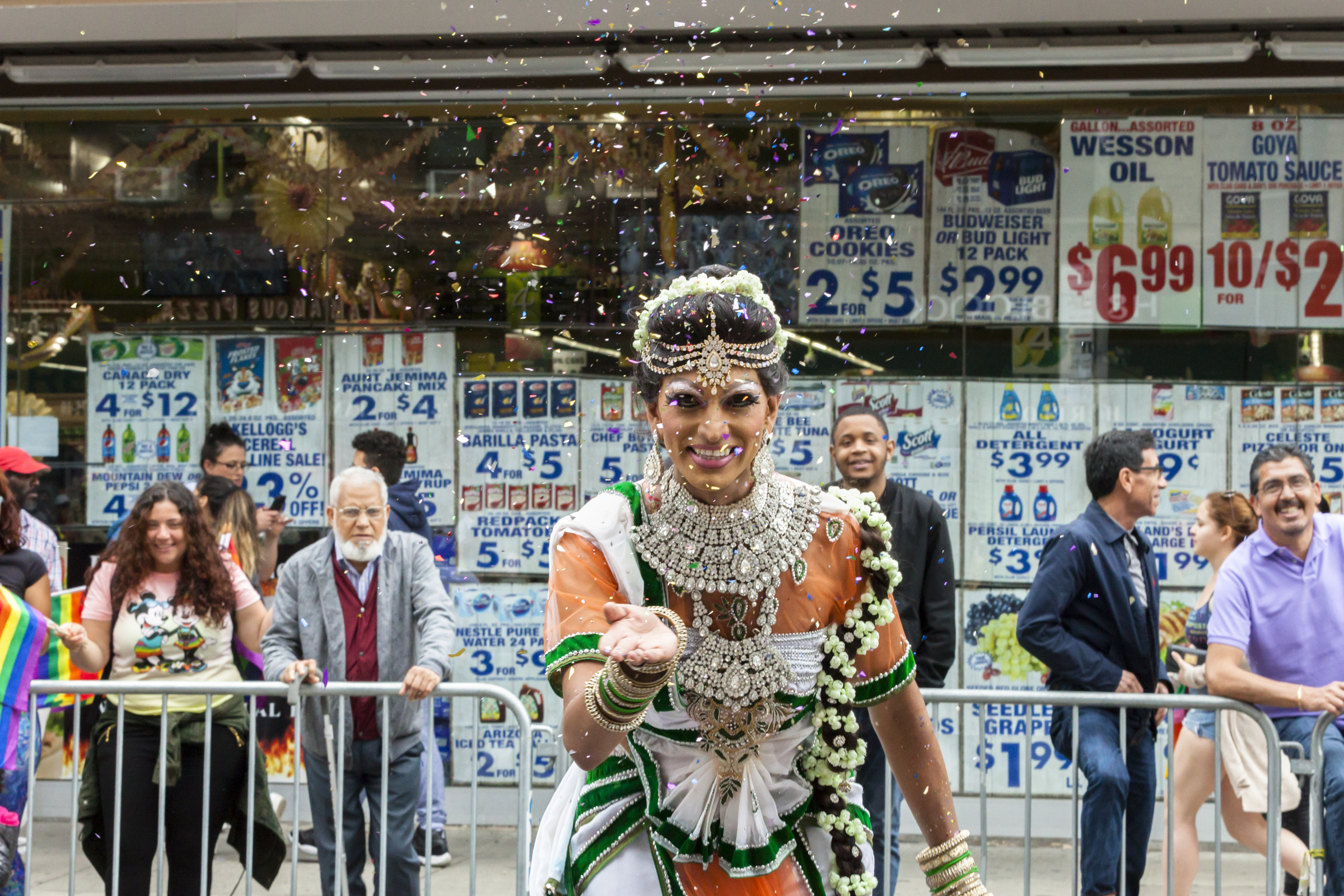
Жінка святкувати під час 2018 Queens Parade подія

6 червня 1993 року в Джексон-Хайтсі відбувся Інавгураційний лесбійський і гей-парад і Блок-партія.  Спільно організований Даніелем Дроммом та активістом Маріца Мартінес, що народився з кубинським ЛГБТ правами, він став першим успішним заходом, організованим у будь-якому районі Нью-Йорка за межами Манхеттена.  У ньому взяли участь близько 1000 учасників, а також тисячі глядачів.  Більше десятка ЛГБТ-організацій спонсорували захід.  Міський радник Том Дуейн, заступник Асамблеї Дебора Глік, і активістка Жанна Манфорд виконували функції великих маршалів.  В основному місцева справа, марш включав два окремі моменти тиші.  О 1:25 вечора Великий маршал параду закликав до моменту тиші перед PS 69, щоб вшанувати пам'ять про Хуліо Ріверу та всіх жертв лесбійських / гей-босингів.  Потім, о 15:00, під час музичного фестивалю відбувся другий момент мовчання, щоб згадати тих, хто помер від СНІДу. 
У 2015 році мер Біл де Блазіо став першим мером Нью-Йорка, який виконує функції великого маршала. 
Тепер щорічна традиція, Queens Pride залучила натовп з понад 40 000 чоловік, і її підтримують політики та спонсори, такі як Бібліотека Квінсу, Uber, Журнал Go, Gaytravel.com, Центр СНІДу Queens County, Новини Gay City та Ibis Styles Готелі. 

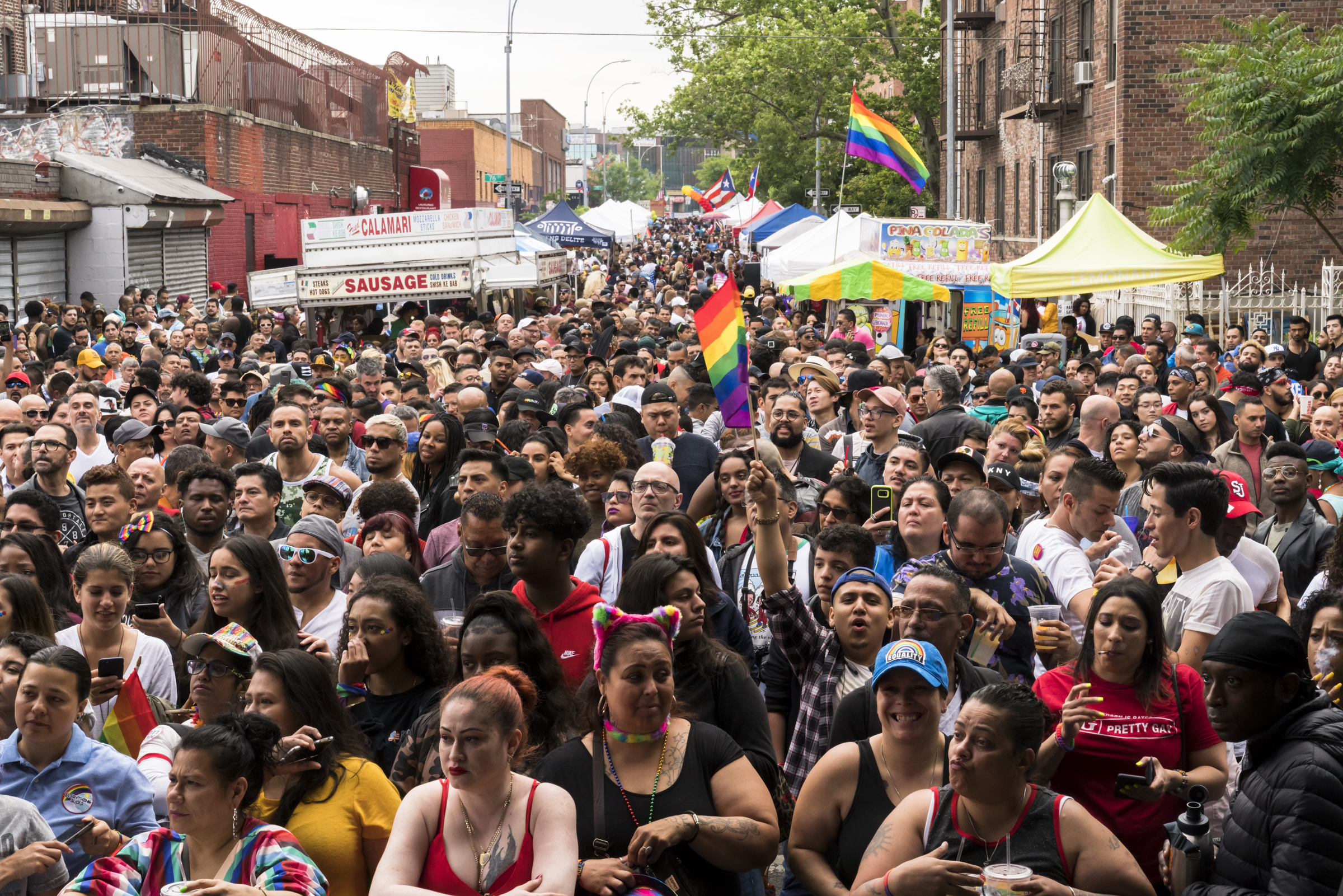
Натовп на мультикультурному фестивалі після 3 червня 2018 року

## Комітет з лесбійської та гей-паради Queens
Організатор параду, Комітет з лесбі та гей-параду Queens (Queens Pride), є зареєстрованою неприбутковою добровольною організацією, заснованою в 1992 році, яка координує події гордості LGBTQ в Квінсі, Нью-Йорк. На додаток до щорічного параду Pride та мультикультурного фестивалю, Queens Pride сприяє молодіжному програмуванню та танцю «Winter Pride Dinner Dance».

## Великі маршали Квінса Прайд Марш

### 1993[7]
- Міський радник Том Дуейн
- Асамблея Дебора Глік
- Активіст Жанна Манфорд, засновник батьків, родин і друзів лесбійок і геїв (PFLAG)

### 2015[8]
- Міський голова Нью-Йорка Білл Де Блазіо на 2013 році  Білл Де Блазіо, мер Нью-Йорка

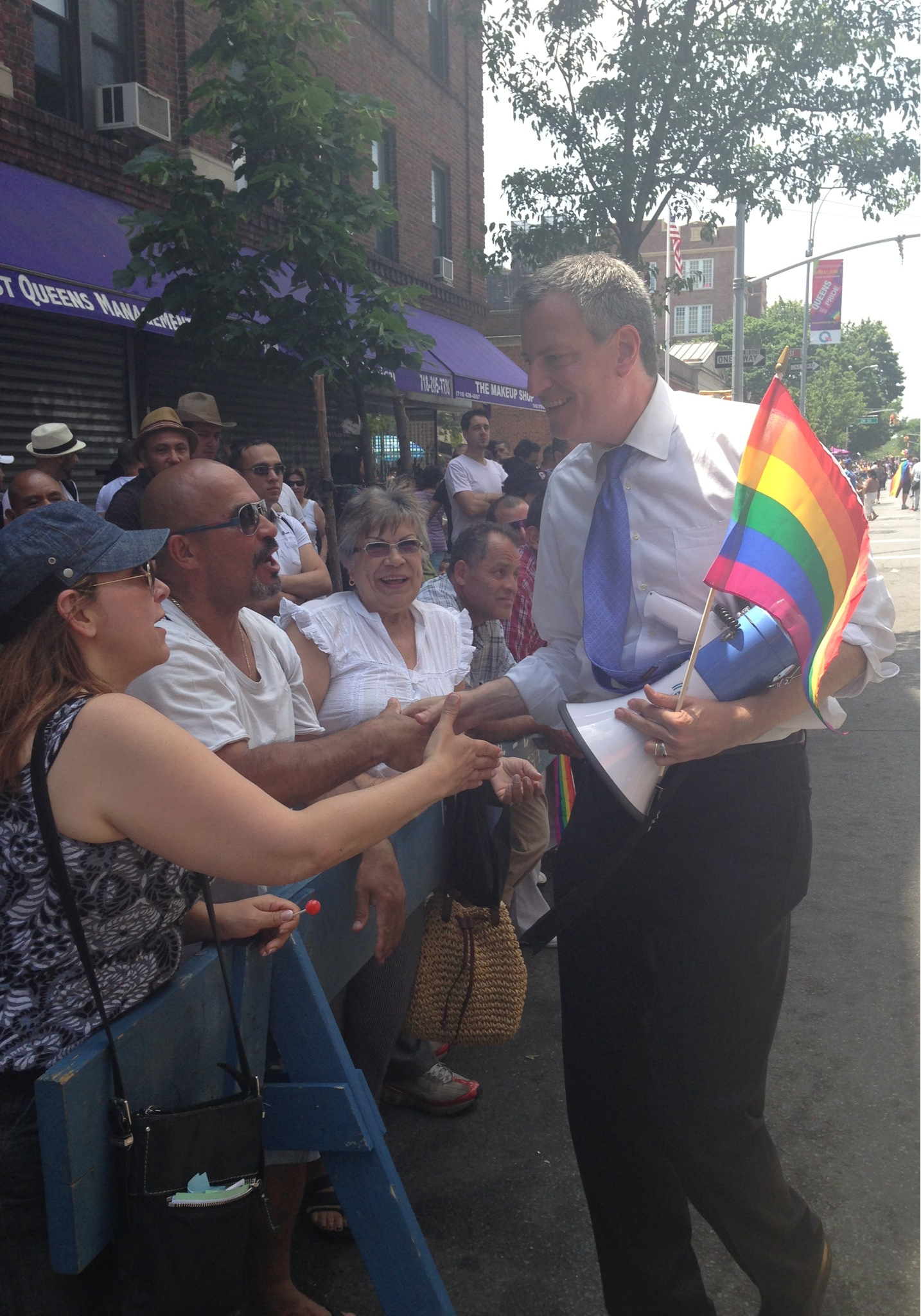
Міський голова Нью-Йорка Білл Де Блазіо на 2013 році

- Центр громадського здоров'я APICHA

### 2016[11]
- Радник Юлісса Феррерас-Копленд
- Джессіка Стерн, виконавчий директор компанії OutRight Action International
- Центр СНІДу штату Квінс

### 2017[12]
- Брук Гуйнан, транс-активіст і пожежний
- Крішна Стоун, директор зі зв'язків із громадськістю в кризі здоров'я чоловіків-геїв
- Генг Ле, лідер з питань рівності ЛГБТ у Китайській Народній Республіці та творця Blued
- Американський союз громадянських свобод (ACLU)

### 2018[13]
- Президент округу Квінс Мелінда Кац
- Ілля Беттс